# Hofkirche (Neuburg an der Donau)

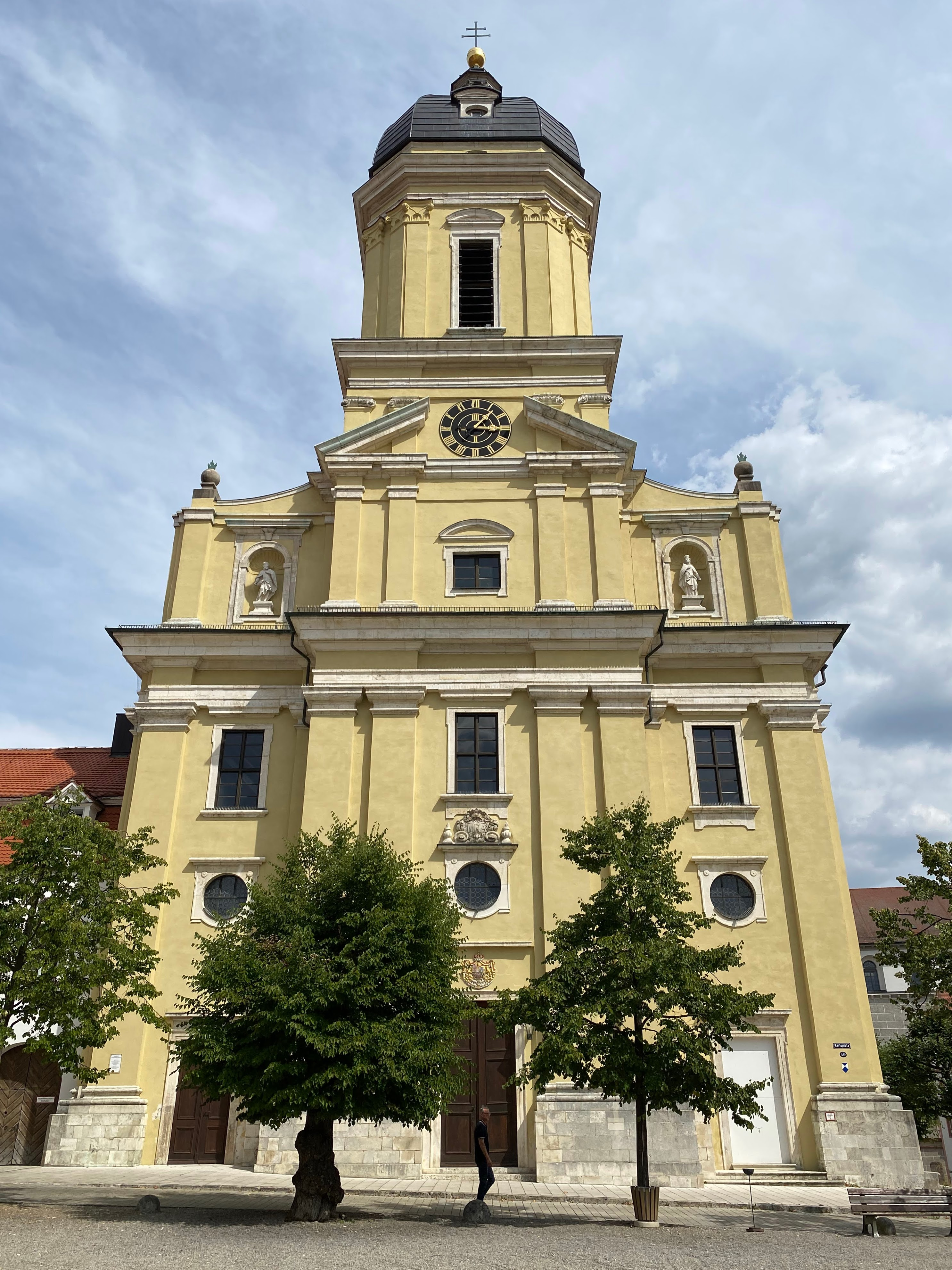
Westfassade

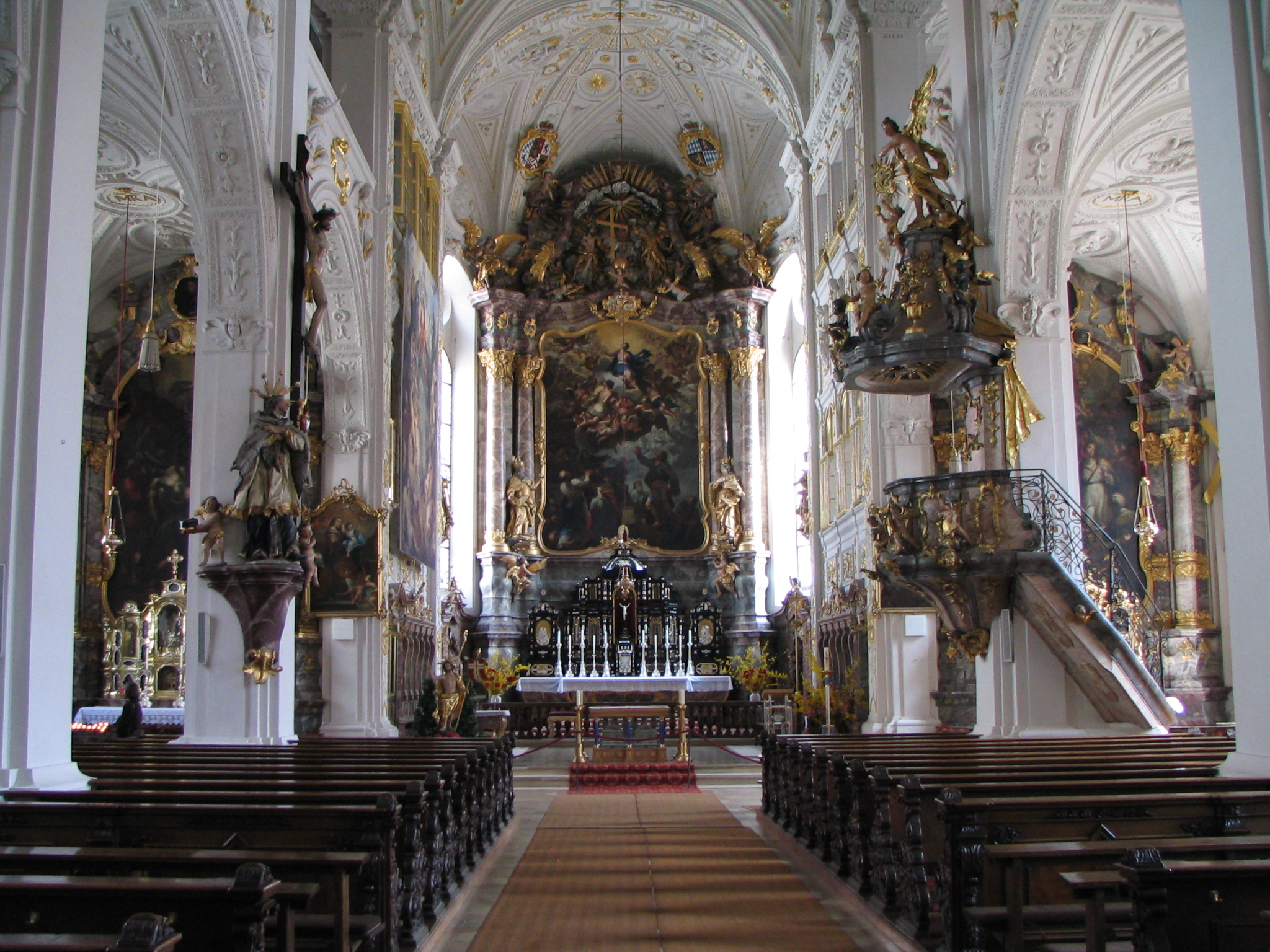
Innenansicht

Die Hofkirche „Unserer Lieben Frau“ ist eine katholische Kirche in Neuburg an der Donau im bayerischen Bistum Augsburg.

## Geschichte

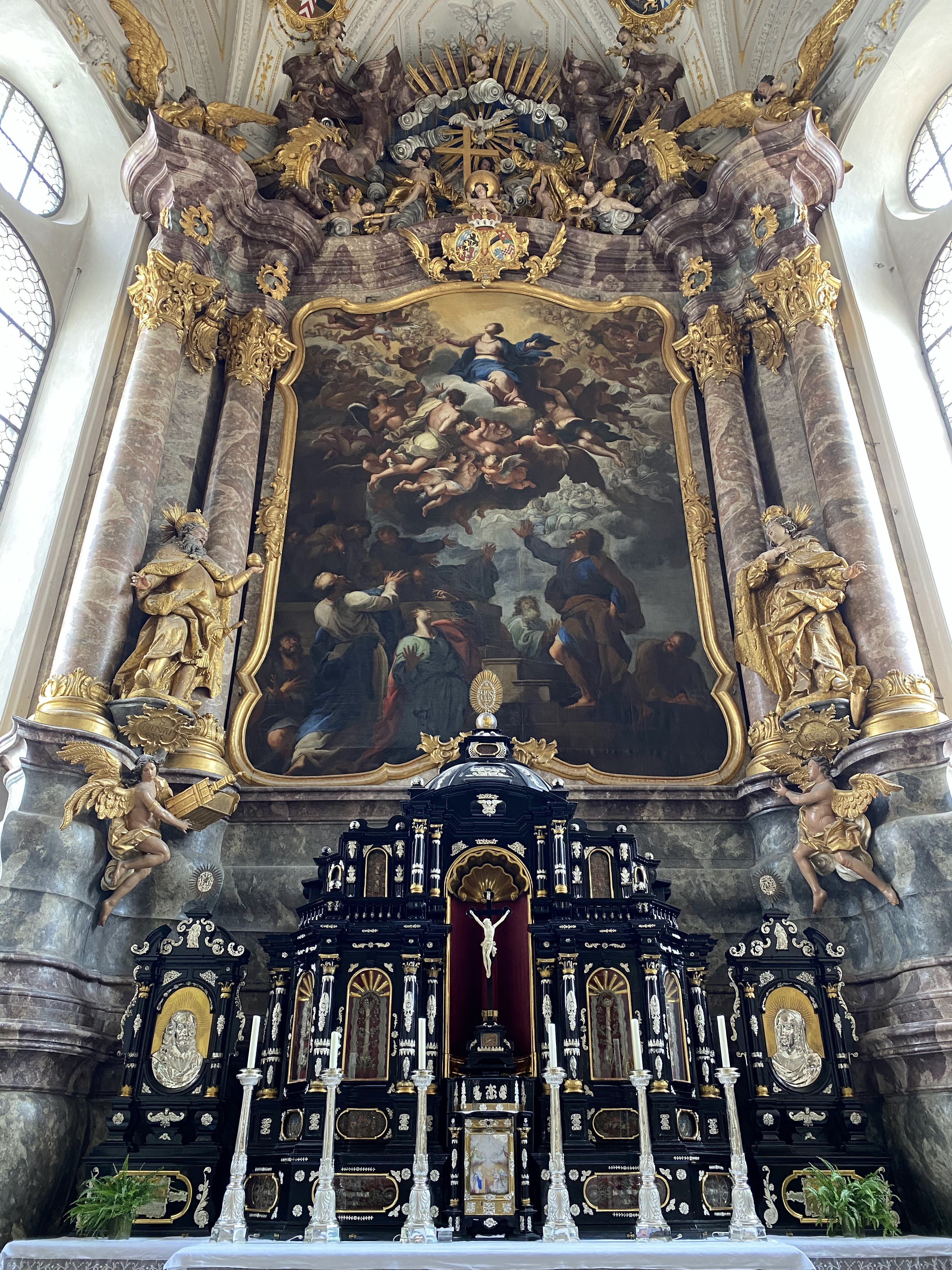
Das Hochaltarbild

An der Stelle der heutigen Kirche bestand bereits vor 1000 die Pfalzkapelle St. Maria. Unter Herzog Heinrich IV. wurde ein Benediktinerinnenkloster errichtet. Nach der Umwandlung in eine protestantische Kirche unter Ottheinrich stürzte der Kirchturm 1585 ein. Von 1599 bis 1602 wurde die Kirche wiederaufgebaut, stürzte jedoch noch vor der Fertigstellung wieder ein.
Die heutige Kirche wurde ab 1607/08 nach Plänen des kaiserlichen Hofmalers Josef Heintz und von Hofbaumeister Sigmund Doctor als protestantische Hofkirche auf dem Karlsplatz erbaut. Vorbild für die heutige Kirche ist die Jesuitenkirche St. Michael in München. Sie ist ein bedeutendes Werk des Manierismus, welcher einen Stil der Übergangsphase von Spätrenaissance zu Barock darstellt. Bereits 1613 wurde sie von Fürst Wolfgang Wilhelm in eine katholische Jesuitenkirche umgewandelt. Die Ausstattung ist ganz im gegenreformatorischen Sinne gehalten. Das Hochaltarbild, Das Große Jüngste Gericht, wurde 1617 von Peter Paul Rubens vollendet und ist das größte Gemälde des Künstlers. Es wurde 1691 von Herzog Johann Wilhelm in seine Düsseldorfer Gemäldegalerie verbracht; heute befindet es sich in der Alten Pinakothek in München. Die Nebenaltäre hatten ein ähnliches Schicksal: Sie stammen von Rubens, wurden 1703 nach Düsseldorf gebracht, kamen ebenfalls in die Münchner Alte Pinakothek, fanden aber ihren Weg zurück nach Neuburg und befinden sich heute in der Staatsgalerie im Neuburger Schloss. Die Stuckierung von 1616 bis 1619 stammt von den Gebrüdern Gian Antonio und Pietro Castelli aus Melide, Tessin, für die barocke Ausstattung zeichnete Johann Jakob Breitenauer verantwortlich.
Die Weihe der Hofkirche erfolgte am 21. Oktober 1618, wozu gleich drei Bischöfe und ein Weihbischof gekommen waren, denn das Gebiet der Pfalz-Neuburg erstreckte sich über ihre Diözesen. Heinrich von Knöringen (Augsburg), Johann Christoph von Westerstetten (Eichstätt) und Albert von Toerring-Stein (Regensburg) sowie der Augsburger Weihbischof Peter Wall teilten die Weihe der vier Altäre unter sich auf.
Sie war die bevorzugte Kirche des Fürstenhauses sowie Kollegiumskirche der Jesuiten. Über einen Verbindungsgang ist die Kirche mit dem Schloss verbunden.
Westfassade und Turm wurden erst 1624 durch Johann Alberthal und Antonio Serro fertiggestellt und prägen bis heute die Neuburger Altstadt. Eine Komplettrenovierung erfolgte 1969 bis 1983. 2007/08 wurde der Dachstuhl saniert, 2009/10 Fassade und Turm.

## Orgel

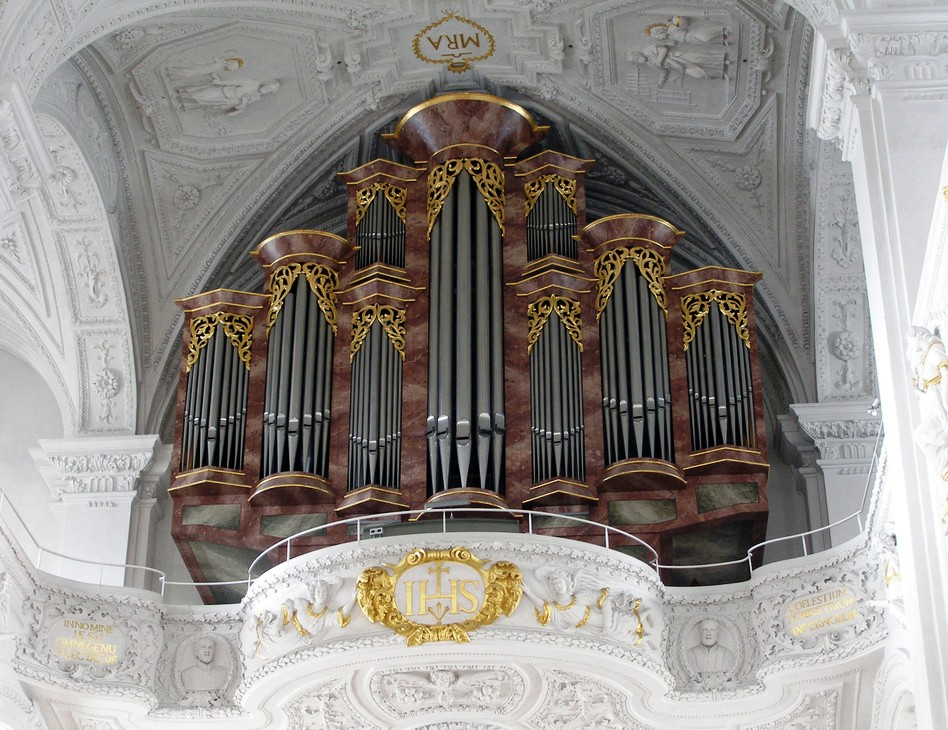
Orgel der Hofkirche auf der West-Empore

Die Orgel der Hofkirche ist ein den barocken Orgeln nachempfundenes Instrument mit 38 Registern auf 3 Manualen und Pedal. Das Werk wurde im Jahre 1968 von der Orgelbaufirma Maximilian Offner fertiggestellt und hat über 2500 Pfeifen. 2023 erfolgte eine Revision durch die Orgelbaufirma Schmid in Immenstadt.
Die Spieltrakturen sind mechanisch, die Registertrakturen und Koppeln sind mechanisch/elektrisch. Die Kirchenmusiker sind Josef Götzenberger und Florian Krammel. Die Disposition lautet seit dem Umbau 2023:
| I Hauptwerk C–g3 |              |       |
| 1.               | Pommer       | 16′   |
| 2.               | Prinzipal    | 8′    |
| 3.               | Spitzflöte   | 8′    |
| 4.               | Octave       | 4′    |
| 5.               | Kleingedeckt | 4′    |
| 6.               | Quinte       | 2 ⁄3′ |
| 7.               | Superoctav   | 2′    |
| 8.               | Mixtur       | 1 ⁄3′ |
| 9.               | Trompete*    | 8′    |
| 10.              | Cornett*     | 8′    |

| II Oberwerk C–g3 |           |       |
| 11.              | Gedeckt   | 8′    |
| 12.              | Quintade  | 8′    |
| 13.              | Rohrflöte | 4′    |
| 14.              | Prinzipal | 2′    |
| 15.              | Sifflöte  | 1 ⁄3′ |
| 16.              | Zimbel*   | 1′    |
| 17.              | Krummhorn | 8′    |

| III Schwellwerk C–g3 |               |        |
| 18.                  | Rohrgedackt   | 8′     |
| 19.                  | Gamba*        | 8′     |
| 20.                  | Vox coelestis | 8′     |
| 21.                  | Traversflöte* | 4′     |
| 22.                  | Nasard        | 2 ⁄3′  |
| 23.                  | Waldflöte     | 2′     |
| 24.                  | Terz          | 1 3⁄5′ |
| 25.                  | Progressio*   | 2 ⁄3′  |
| 26.                  | Tromp. harm.* | 8′     |
| 27.                  | Rohrschalmei  | 8′     |
|                      | Tremulant     |        |

| Pedal C–f1 |              |     |
| 28.        | Untersatz    | 32′ |
| 29.        | Principalbaß | 16′ |
| 30.        | Subbaß       | 16′ |
| 31.        | Octavbass    | 8′  |
| 32.        | Gedecktbass  | 8′  |
| 33.        | Choralbass   | 4′  |
| 34.        | Pommer       | 4′  |
| 35.        | Rauschbass   | 2′  |
| 36.        | Posaune*     | 16′ |
| 37.        | Trompete     | 8'  |
| 38.        | Clarine      | 4′  |

- Anmerkung: Neue Register sind mit (*) gekennzeichnet
- Koppeln: I/II, III/I, III/II, I/P, II/P, III/P; Oktavkoppeln (2023 zusätzlich): III/III 16′, III/II 16′, III/I 16′, III/P 4′
- Spielhilfen: Setzeranlage, Crescendowalze

## Glocken
Im Turm der Hofkirche hängt ein sechsstimmiges Glockengeläut aus Bronze mit drei historischen und drei modernen Glocken.
| Glocke | Name           | Gießer                    | Gussjahr | Durchmesser | Gewicht | Schlagton |
| ------ | -------------- | ------------------------- | -------- | ----------- | ------- | --------- |
| 1      | Ölbergglocke   | Rosenhart, Nürnberg       | 1618     | 1350 mm     | 1677 kg | d‘-2      |
| 2      | Krieger-Glocke | Mathias Perner, Eichstätt | 1730     | 1300 mm     | 1306 kg | e‘-8      |
| 3      | Marienglocke   | Rudolf Perner, Passau     | 1961     | 1090 mm     | 750 kg  | g‘-8      |
| 4      | Friedensglocke | Rudolf Perner, Passau     | 1993     | 980 mm      | 540 kg  | a‘-7      |
| 5      | Mittagsglocke  | Rudolf Perner, Passau     | 1993     | 860 mm      | 380 kg  | b‘-7      |
| 6      | Jesuitenglocke | Mathias Perner, Eichstätt | 1730     | 890 mm      | 400 kg  | h‘-8      |